# Liste der Kulturdenkmale in Wilsleben
Die Liste der Kulturdenkmale in Wilsleben enthält die Kulturdenkmale des Landesamtes für Denkmalpflege und Archäologie in Sachsen-Anhalt im Ortsteil Wilsleben der Gemeinde Aschersleben und ist eine Teilliste der Liste der Kulturdenkmale in Aschersleben. Grundlage ist das Denkmalverzeichnis des Landes Sachsen-Anhalt, das auf Basis des Denkmalschutzgesetzes des Landes Sachsen-Anhalt, welches am 21. Oktober 1991 durch das Landesamt erstellt und seither laufend ergänzt wurde (Stand: 31. Dezember 2022).

## Legende
In den Spalten befinden sich folgende Informationen:
- Lage: Nennt den Straßennamen und wenn vorhanden die Hausnummer des Kulturdenkmals. Die Grundsortierung der Liste erfolgt nach dieser Adresse. Der Link „Karte“ führt zu verschiedenen Kartendarstellungen und nennt die geographischen Koordinaten.
Link zu einem Kartenansichtstool, um Koordinaten zu setzen. In der Kartenansicht sind Baudenkmale ohne Koordinaten mit einem roten bzw. orangen Marker dargestellt und können in der Karte gesetzt werden. Baudenkmale ohne Bild sind mit einem blauen bzw. roten Marker gekennzeichnet, Baudenkmale mit Bild mit einem grünen bzw. orangen Marker.
- Offizielle Bezeichnung: Nennt den Namen, die Bezeichnung oder zumindest die Art des Kulturdenkmals und verlinkt, soweit vorhanden, auf den Artikel zum Objekt.
- Beschreibung: Nennt bauliche und geschichtliche Einzelheiten des Kulturdenkmals, vorzugsweise die Denkmaleigenschaften.
- Erfassungsnummer: Für jedes Kulturdenkmal wird in Sachsen-Anhalt eine 20stellige Erfassungsnummer vergeben. Die letzten zwölf Ziffern werden für die Untergliederung nach Teilobjekten genutzt und werden nur angegeben, soweit vergeben. In dieser Spalte kann sich folgendes Icon  befinden, dies führt zu Angaben zu diesem Baudenkmal bei Wikidata.
- Ausweisungsart: Die Einordnung des Denkmales nach § 2 Abs. 2 DenkmSchG LSA
- Bild: Ein Bild des Denkmales, und gegebenenfalls einen Link zu weiteren Fotos des Kulturdenkmals im Medienarchiv Wikimedia Commons. Wenn man auf das Kamerasymbol klickt, können Fotos zu Kulturdenkmalen aus dieser Liste hochgeladen werden:

## Kulturdenkmale
| Lage                                                       | Bezeichnung        | Beschreibung  | Erfassungs- nummer | Ausweisungsart | Bild                                                                                      |
| ---------------------------------------------------------- | ------------------ | ------------- | ------------------ | -------------- | ----------------------------------------------------------------------------------------- |
| nördlich der Ortslage nördlich der Ortslage (Karte)        | Wasserturm         |               | 094 81390          | Baudenkmal     | Weitere Bilder                                                                            |
| Schulstraße (Karte)                                        | Kirche             |               | 094 95383          | Baudenkmal     | BW                                                                                        |
| Zum Klint 4 (Karte)                                        | Bauernhof          |               | 094 81391          | Baudenkmal     | BW                                                                                        |
| Zum Klint 10 (Karte)                                       | Wirtschaftsgebäude |               | 094 81392          | Baudenkmal     | BW                                                                                        |
| Zum Klint 14 (Karte)                                       | Schnitterkaserne   |               | 094 81393          | Baudenkmal     | BW                                                                                        |
| Hauptstraße 22 (Karte)                                     | Wohnhaus           |               | 094 81394          | Baudenkmal     | BW                                                                                        |
| Hauptstraße 28, 29 Denkmal (Karte)                         | Platz              |               | 094 81395          | Denkmalbereich | [[Vorlage:Bilderwunsch/code!/C:51.748043,11.520911!/D:Hauptstraße 28, 29 Denkmal,!/\|BW]] |
| Hauptstraße 29                                             | Bauernhof          |               | 094 81396          | Baudenkmal     |                                                                                           |
| Hauptstraße 40                                             | Skulptur           |               | 094 81397          | Baudenkmal     |                                                                                           |
| Im Unterdorf 8 (Karte)                                     | Bauernhof          | Hühnscher Hof | 094 81400          | Baudenkmal     | BW                                                                                        |
| Im Unterdorf 11 (Karte)                                    | Bauernhof          |               | 094 81402          | Baudenkmal     | BW                                                                                        |
| Im Unterdorf 12 (Karte)                                    | Wohnhaus           |               | 094 81403          | Baudenkmal     | BW                                                                                        |
| Im Unterdorf 16 (Karte)                                    | Bauernhof          |               | 094 81404          | Baudenkmal     | BW                                                                                        |
| Im Unterdorf 17 (Karte)                                    | Bauernhof          |               | 094 81405          | Baudenkmal     | BW                                                                                        |
| Im Unterdorf 28 (Karte)                                    | Wohnhaus           |               | 094 81406          | Baudenkmal     | BW                                                                                        |
| Im Unterdorf 29 (Karte)                                    | Wohnhaus           |               | 094 81407          | Baudenkmal     | BW                                                                                        |
| Im Unterdorf, Mittelstraße Mittelstraße, Ecke Im Unterdorf | Pumpenhaus         |               | 094 81410          | Baudenkmal     |                                                                                           |
| Max-Oelgart-Straße 11 (Karte)                              | Wohnhaus           |               | 094 81411          | Baudenkmal     | BW                                                                                        |
| Pfarrwinkel 2 (Karte)                                      | Schule             |               | 094 81408          | Baudenkmal     | BW                                                                                        |
| Pfarrwinkel 4 (Karte)                                      | Bauernhof          |               | 094 81409          | Baudenkmal     | BW                                                                                        |
| Zum Klint 16 (Karte)                                       | Schloss            |               | 094 04289          | Baudenkmal     | Schloss                                                                                   |

## Ehemalige Kulturdenkmale
| Lage                          | Bezeichnung            | Beschreibung | Erfassungs- nummer | Ausweisungsart | Bild |
| ----------------------------- | ---------------------- | ------------ | ------------------ | -------------- | ---- |
| Koordinaten fehlen! Hilf mit. | Transformatorenstation |              | 094 81389          | Baudenkmal     |      |
| Im Unterdorf 1 (Karte)        | Wohnhaus               |              | 094 81398          | Baudenkmal     | BW   |
| Im Unterdorf 3 (Karte)        | Bauernhof              |              | 094 81399          | Baudenkmal     | BW   |
| Im Unterdorf 9 (Karte)        | Bauernhof              |              | 094 81401          | Baudenkmal     | BW   |